# هيرمان كوهن
هيرمان كوهن (بالإنجليزية: Herman Cohen)‏ هو كاتب سيناريو ومنتج أفلام أمريكي، ولد في 27 أغسطس 1925 في ديترويت في الولايات المتحدة، وتوفي في 2 يونيو 2002 في لوس أنجلوس في الولايات المتحدة بسبب سرطان المريء.

## وصلات خارجية
- هيرمان كوهن على موقع IMDb (الإنجليزية)
- هيرمان كوهن على موقع قاعدة بيانات الفيلم (الإنجليزية)